# Stamp On It
Stamp On It là mini-album phòng thu đầu tay của siêu nhóm nhạc nữ Hàn Quốc Got the Beat, do công ty SM Entertainment phát hành vào ngày 16 tháng 1 năm 2023. Album bao gồm sáu ca khúc, trong đó có ca khúc chủ đề cùng tên.

## Hoàn cảnh ra đời và phát hành
Ngày 23 tháng 12 năm 2022, SM Entertainment thông báo rằng Got the Beat sẽ cho ra mắt ca khúc mới vào tháng 1 năm 2023. Sáu ngày sau, nguồn tin xác nhận rằng nhóm cho ra mắt mini-album đầu tay của mình có tựa là Stamp On It, với ca khúc chủ đề cùng tên dự kiến sẽ phát hành vào ngày 16 tháng 1 năm 2023. Lịch trình quảng bá album của nhóm đã được công bố chính thức vào ngày 2 tháng 1 năm 2023, một ngày sau sự kiện SMTOWN Live 2023: SMCU Palace. Ngày 15 tháng 1 năm 2023, một đoạn teaser cho MV của ca khúc "Stamp On It" được phát hành, và một ngày sau, MV chính thức của ca khúc được phát hành cùng thời điểm việc album ra mắt.

## Sáng tác
Stamp On It bao gồm sáu ca khúc đều dựa trên những thể loại khác nhau về nhạc dance. Ca khúc chủ đề cùng tên "Stamp On It" được mô tả là ca khúc thuộc thể loại dance trên nền nhạc R&B và hip-hop với "nhịp bass ấn tượng kết hợp cùng tiếng piano", đồng thời phần lời bài hát gợi lên câu chuyện "về sự sinh tồn để leo lên vị trí cao nhất trong cuộc cạnh tranh trên sân khấu khốc liệt". Ca khúc thứ hai, "Goddess Level", là ca khúc thuộc thể loại dance sở hữu "nhịp trap mạnh mẽ" và "âm brass nổi bật", với phần lời chứa đựng thông điệp về niềm tin vào bản thân. Ca khúc thứ ba, "Alter Ego", là ca khúc thuộc thể loại dance sở hữu "nhịp bass đa dạng" trên nền nhạc breakbeat cùng ca từ dựa trên chủ đề "tính nghiêm trọng của vấn đề môi trường". Ca khúc thứ tư, "Rose", là ca khúc thuộc thể loại R&B và hip-hop có phần "tối thiểu về quãng giọng và nhịp điệu", với ca từ dựa trên việc "so sánh vẻ đẹp không dễ để chiếm lấy như chiếc gai sắc nhọn của đóa hoa hồng". Ca khúc thứ năm, "Outlaw", là ca khúc thuộc nền nhạc dance có sự kết hợp giữa nhịp bass và synthesizer, với ca từ thể hiện "lý tính vững vàng không chút sợ hãi" qua hình ảnh kẻ ngông cuồng; còn ca khúc cuối cùng của album, "Mala", là ca khúc thuộc nền nhạc hybrid pop có sự kết hợp giữa "tiếng sáo trên nền nhạc bass", với ca từ truyền tải "tinh thần thư thái yêu lấy bản thân vốn có của mình và tận hưởng giây phút hiện tại mà không có một chút lo lắng".

## Danh sách ca khúc
| STT              | Nhan đề          | Phổ lời                       | Phổ nhạc                                                                     | Phối khí                     | Thời lượng |
| ---------------- | ---------------- | ----------------------------- | ---------------------------------------------------------------------------- | ---------------------------- | ---------- |
| 1.               | "Stamp On It"    | Yoo Young-jin                 | Dem Jointz Tayla Parx Yoo Young-jin                                          | Dem Jointz Yoo Young-jin     | 3:53       |
| 2.               | "Goddess Level"  | Hong Da-young (Lalala studio) | Anne Judith Wik Ronny Svendsen Nermin Harambašić Adrian Thesen Steve Diamond | Ronny Svendsen Adrian Thesen | 3:11       |
| 3.               | "Alter Ego"      | Danke (Lalala studio)         | Josh Cumbee Jordan Powers Kella Armitage Niiva Jacob Attwooll Elsa Curran    | Josh Cumbee                  | 4:07       |
| 4.               | "Rose" (가시)    | Song Jae-ri (153/Joombas)     | Deez Yunsu Saay                                                              | Deez Yunsu                   | 3:39       |
| 5.               | "Outlaw"         | Danke (lalala studio)         | Anne Judith Wik Ronny Svendsen Nermin Harambasic Adrian Thesen               | Ronny Svendsen Adrian Thesen | 3:31       |
| 6.               | "Mala"           | Lee Hyung-seok                | Kim Woong Stereo14 Maria Marcus Andreas Öberg                                | Kim Woong Stereo14           | 3:18       |
| Tổng thời lượng: | Tổng thời lượng: | Tổng thời lượng:              | Tổng thời lượng:                                                             | Tổng thời lượng:             | 21:39      |

## Lịch sử phát hành
| Vùng lãnh thổ | Ngày             | Định dạng           | Hãng đĩa   |
| ------------- | ---------------- | ------------------- | ---------- |
| Hàn Quốc      | 16 tháng 1, 2023 | CD thẻ thông minh   | SM Dreamus |
| Toàn cầu      | 16 tháng 1, 2023 | Tải nhạc trực tuyến | SM Dreamus |